# Кошноруй
Кошнору́й (рос. Кошноруй, чув. Кăшнаруй) — присілок у складі Канаського району Чувашії, Росія. Адміністративний центр Кошноруйського сільського поселення.
Населення — 261 особа (2010; 327 у 2002).
Національний склад:
- чуваші — 98 %